# Mydas gracilis
Mydas gracilis är en tvåvingeart som beskrevs av Macquart 1834. Mydas gracilis ingår i släktet Mydas och familjen Mydidae. Inga underarter finns listade i Catalogue of Life.